# My Immortal
«My Immortal» es una canción interpretada por la banda de rock estadounidense Evanescence, compuesta por Ben Moody, Amy Lee y David Hodges, y producida por Dave Fortman y Moody. Inicialmente, la grabaron para su primer EP, Evanescence (1998), pero no la incluyeron en la edición final. Luego, la volvieron a grabar para su primer álbum demo, Origin (2000). Tras firmar un contrato discográfico con Wind-up Records, la agrupación la incluyó en su primer álbum de estudio, Fallen y en su tercer EP, Mystary, ambos de 2003. En diciembre de ese año, la compañía discográfica la publicó como el tercer sencillo de Fallen. Sin embargo, una grabación modificada, conocida como «versión de la banda», fue enviada a las radios en lugar de la del disco, por petición de los miembros de la agrupación.
«My Immortal» es una power ballad en los géneros del rock gótico y el pop que trata sobre una persona atormentada por el fantasma de un ser querido. De acuerdo con Amy Lee, vocalista de la banda, la letra está basada en un cuento que Ben Moody escribió de adolescente y no está relacionada con ninguna experiencia personal. La canción tuvo una buena recepción por parte de los críticos musicales, quienes apreciaron su estructura y la voz de Lee. Además, recibió una nominación al premio Grammy a la mejor interpretación pop vocal por un dúo o grupo de 2005 y fue condecorada en los BMI Pop Awards de ese mismo año. Por otro lado, encabezó los listados de Canadá y Grecia y se ubicó entre las diez primeras posiciones de las listas de países como Australia, Estados Unidos, Italia y Reino Unido, en los que obtuvo certificaciones por sus altas ventas.
El vídeo musical de «My Immortal», dirigido por David Mould, fue grabado en la plaza de San Felipe Neri, ubicada en el Barrio Gótico de Barcelona (España), dos semanas antes de que Moody abandonara la banda. En la trama, Lee, Moody y el resto del grupo están separados; la primera interpreta a un fantasma que deambula por la ciudad, el segundo es mostrado caminando por las calles y los últimos aparecen tocando la canción durante el puente. Según la vocalista, el concepto del videoclip es la separación y lo relacionó con la posterior salida de Moody de la agrupación. Este recibió una nominación a mejor vídeo de rock en los MTV Video Music Awards 2004 y se convirtió en el más visto de la banda en YouTube y Vevo. Para su promoción, Evanescence interpretó «My Immortal» en el programa Late Show with David Letterman y en los Billboard Music Awards de 2004. Asimismo, la incluyeron en el encore de sus tres giras, el Fallen Tour (2003), The Open Door Tour (2006–2007) y el Evanescence Tour (2011–2012). Por otro lado, fue utilizada en la película de 2003 Daredevil, así como en programas de televisión como Smallville y So You Think You Can Dance. Además, ha sido versionada por artistas como Gregorian, Lindsey Stirling y Andrea Begley.

## Antecedentes y lanzamiento
En una entrevista con el segmento The Music Room de CNN, el entonces guitarrista de la banda Ben Moody declaró que escribió la letra de «My Immortal» a partir de un cuento que redactó de adolescente. Luego, Amy Lee, la vocalista, compuso los acordes en una semana y Moody la finalizó en el piano de la casa de sus abuelos. Tanto Lee como Moody están acreditados, junto a David Hodges, por la composición de la canción, mientras que Moody lo está también como coproductor. Años después, durante la masterización de Origin, el primer álbum demo de Evanescence, el productor Pete Matthews quedó impresionado al escuchar «My Immortal», por lo que decidió contactarlos para trabajar en nuevos demos y conseguirles un contrato discográfico. Luego de varias sesiones fallidas con diversas compañías discográficas, Matthews viajó a Nueva York para reunirse con Diana Meltzer, encargada de la división A&R de Wind-up Records. Ahí, Matthews le mostró a Meltzer los demos, quien consideró a «My Immortal» «un éxito» y decidió contratar a la banda.
En una entrevista con Undercover Media, Lee declaró que no quería que «My Immortal» apareciera en el primer álbum de estudio de Evanescence, Fallen (2003), ya que fue creada en los inicios de su carrera y no representaba quien era ella; sin embargo, Wind-up Records decidió incluir la canción en el disco. La versión que aparece en Fallen fue originalmente grabada en los Sound Asleep Studios. Ted Jensen la masterizó en Sterling Sound, Nueva York, y Mark Curry grabó la sección de cuerdas en The Newman Stage. Además, Graeme Revell se encargó de los arreglos de la parte orquestal en la canción.
La banda inicialmente grabó «My Immortal» para su primer extended play, Evanescence (1998); sin embargo, no la incluyó en la edición final del EP. Entre 1999 y 2000, Moody y Lee la volvieron a grabar para el álbum demo Origin (2000), que contenía una melodía de piano mejorada y un puente distinto. Según Lee, la versión que aparece en el álbum de estudio debut de la agrupación, Fallen (2003), es la misma utilizada en Origin pero con una instrumentación diferente. La que fue lanzada como sencillo, conocida como «versión de la banda», es diferente a la del álbum, ya que contiene una sección de cuerdas arreglada por David Campbell en el puente y último estribillo. Inicialmente, Evanescence la grabó con el fin de incluirla en Fallen, pero Wind-up Records prefirió utilizar la de Origin. En una entrevista en 2003 con MTV News, Lee mostró su inconformidad con la versión utilizada en el álbum, en la que dijo: «Me es muy difícil escucharla, ya que la grabamos hace dos años—solo Ben y yo, y he madurado mucho como intérprete desde entonces. El piano ni siquiera es real, y la calidad del sonido es mala porque tuvimos que meternos al estudio a grabarla a altas horas de la noche cuando no había nadie, porque no podíamos costearnos una sesión real». «My Immortal» también está incluida en el tercer EP de la banda, Mystary (2003).
Durante una entrevista con la revista Metal Edge en 2003, Lee y Moody anunciaron que «My Immortal» sería el tercer sencillo de Fallen. Con respecto a esto, Moody comentó que: «Creo que fui el que más luchó por ello [...] Estamos muy agradecidos [por poder] lanzarla, y queremos grabar un vídeo. La escribí cuando tenía quince años, así que es la canción más antigua que tenemos [en el disco]. De alguna forma abarca todo lo que hemos atravesado con Evanescence, así que es como verla hasta su culminación: el hecho de que ha sido modificada con instrumentos de cuerda y está en el disco, lanzada como sencillo, arreglada para la radio, y [luego] hacerle un vídeo; necesito ver eso hasta el final. Es como una necesidad personal». Sin embargo, Moody abandonó la banda el 24 de octubre de 2003, dos semanas después de la filmación del vídeo musical de la canción. De acuerdo con Lee, la agrupación logró convencer a la compañía discográfica de lanzar la «versión de la banda» en las radios, ya que era su favorita. Sobre la decisión, dijo: «la que está en el disco es la que todos se han acostumbrado a escuchar, así que será un poco difícil que acepten una nueva versión».
Wind-up Records lanzó «My Immortal» a nivel internacional el 8 de diciembre de 2003, en tres formatos distintos: dos maxi sencillos y un sencillo en CD que contenían la «versión de la banda» y la del álbum.

## Composición

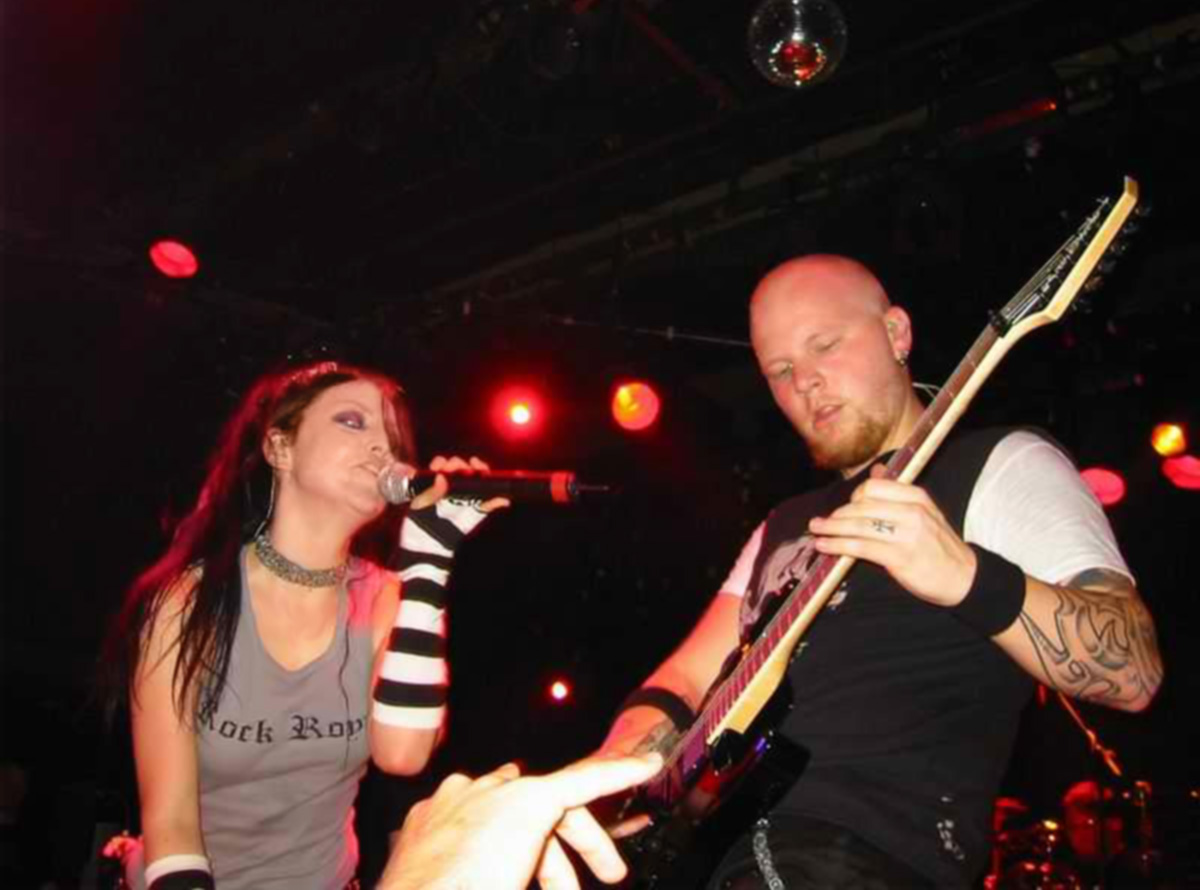
Amy Lee y Ben Moody, cocompositores de «My Immortal».

«My Immortal» es una power ballad de piano perteneciente a los géneros del rock gótico y pop. Según una partitura publicada por Alfred Music Publishing en el sitio web Musicnotes.com, está escrita en la tonalidad de la mayor y está interpretada en un tempo lento y libre de 80 pulsaciones por minuto. El rango vocal de la vocalista se extiende desde la nota la3 hasta la do♯5. Blair Fischer de MTV News comparó a la canción con la música de Enya. Por su parte, Adrien Begrand de PopMatters llegó a la conclusión de que Lee «hace su personificación de Sarah McLachlan y Tori Amos». La letra de «My Immortal» está basada en una historia corta que Moody escribió cuando era adolescente. En una aparición en el programa canadiense Live at Much, cuando una fanática preguntó sobre la inspiración tras la canción, Lee respondió: 

He pasado por la experiencia [de perder a un familiar] cuando era niña, pero [«My Immortal»] no trata de eso. Es la única canción [de Fallen] que era de Ben. La escribió cuando era muy joven, básicamente por sí solo. Odio decirte esto: Ben no compone a partir de experiencias personales; lo hace de una manera hipotética, pero el mensaje con el que me identifico y lo que asocio de la canción con mi experiencia similar es de cuando sientes que has pensado mucho en alguien que murió hace bastante y te sientes casi atormentado por su recuerdo, por lo que llegas a un punto en el que ya no deseas que [esa persona] regrese y le pides a su presencia que te deje, lo que es un poco aterrador pero al mismo tiempo significa que serás liberado, por lo que es hermoso, también.

Algunos críticos tuvieron opiniones similares sobre el mensaje de «My Immortal». Jon Wiederhorn de MTV escribió que la canción trata sobre «un espíritu que atormenta la memoria de un ser querido desconsolado». Christa Titus de Billboard opinó que la vocalista canta sobre «ser cansada por un fantasma que no deja de perseguirla» y relata «todo lo que ha hecho para consolar al persistente espíritu». Según Greg Coughlin del sitio web IGN, «My Immortal» es una canción que trata del «dolor y desesperación causados por la pérdida de un familiar o amigo cercano y de cómo esto llevó a Lee al borde de la locura». Asimismo, indicó que la vocalista expresa dichos sentimientos en la línea «Though you're still with me, I've been alone all along» (a pesar de que todavía estás conmigo, he estado sola todo este tiempo). Por su parte, Tom Reynolds de The Guardian la consideró una canción post-rompimiento en la que Amy Lee «lamenta el final de una relación».

## Recepción de la crítica
«My Immortal» recibió comentarios positivos por parte de los críticos. Christa Titus de Billboard elogió la voz de Lee y consideró a la versión del álbum «superior» a la lanzada como sencillo. Kirk Miller de Rolling Stone dijo que la canción «tiene a Lee llorando por sus demonios personales sobre un piano simple y algunos elementos sinfónicos» y que «es una power ballad que tanto los fanáticos de P.O.D. como los de Tori Amos podrán apreciar». Chris Harris de la misma revista escribió en un artículo de 2009 que «My Immortal» se había convertido en un «himno de batalla» para los seguidores de la banda durante los últimos años. Richard Harrington de The Washington Post la llamó «majestuosa», y Blair R. Fischer de MTV News la describió como una «balada delicada y profunda». Ed Thompson de IGN dijo que es «una de las primeras y mejores canciones que Evanescence ha escrito». Por su parte, Jordan Reimer de The Daily Princetonian y Mary Ouellette de Loudwire la consideraron una «belleza inquietante».
Sin embargo, no todas las críticas fueron positivas. Tom Reynolds, editor de The Guardian, la ubicó en la posición 24 de su lista «las canciones tristes dicen mucho», y dijo que «sigue de cerca el "paradigma de la tragedia cuántica": entre menos tiempo pasen dos personas juntas como pareja, más exagerada es la canción que describe su rompimiento». Por otro lado, Adam Gold de Nashville Scene la consideró «muy aburrida». «My Immortal» fue nominada al premio Grammy a la mejor interpretación pop vocal por un dúo o grupo de 2005, pero perdió ante «Heaven» de Lonely Boys. En los BMI Pop Awards de 2005, fue reconocida por la organización Broadcast Music, Inc. como una de las canciones más interpretadas de 2004.

## Recepción comercial
«My Immortal» es considerada por algunos periodistas como una de las canciones más exitosas de Evanescence. En los Estados Unidos, alcanzó la posición 7 del Billboard Hot 100 en la edición del 10 de abril de 2004. Por otro lado, encabezó el Adult Pop Songs por tres semanas consecutivas y se ubicó en el número 2 de la lista Pop Songs y en el 7 de la Radio Songs. La recepción comercial del sencillo ayudó a que Fallen regresara al tercer puesto del Billboard 200 en enero de 2004. Según Nielsen Broadcast Data Systems, «My Immortal» fue la sexta canción más reproducida en las radioemisoras de los Estados Unidos en 2004, al acumular 317 577 spins. El 17 de febrero de 2009, la Recording Industry Association of America (RIAA) la certificó con un disco de oro por la venta de 500 000 copias en el territorio estadounidense. De acuerdo con Billboard, fue la cuadragésima octava canción más exitosa en el Adult Pop Songs durante la década de los 2000. En Canadá, el sencillo alcanzó la primera posición del listado Canadian Singles Chart.
En Australia, «My Immortal» alcanzó el puesto número 4 del ARIA Top 100 Singles, y permaneció entre los diez primeros durante once semanas. La Australian Recording Industry Association (ARIA) la certificó con un disco de platino, que representa 70 000 copias vendidas en el país. Aunado a esto, fue la séptima canción con más ventas en el territorio durante 2004. En Nueva Zelanda, llegó al segundo puesto del Top 50 Singles Chart en la edición del 8 de febrero de 2004, detrás de «Suga Suga» de Baby Bash. El 14 de diciembre de 2003, «My Immortal» ingresó en la posición siete del listado UK Singles Chart del Reino Unido. En esa misma semana, encabezó el UK Rock & Metal Singles Chart. La British Phonographic Industry (BPI) la certificó con un disco de plata por vender 200 000 copias en el país. La canción volvió al primer puesto del UK Rock & Metal Singles Chart entre agosto y septiembre de 2011 y en julio de 2013. En Grecia, alcanzó el número uno de la lista Top 50 Singles, en la que permaneció treinta y ocho semanas. En España, se ubicó en el cuarto puesto del Top 20 Singles en la edición del 29 de febrero de 2004. En Italia, alcanzó la posición 3 del FIMI Singles Chart en enero de 2004 y fue certificada con un disco de oro por parte de la Federazione Industria Musicale Italiana (FIMI). La canción se mantuvo por dos semanas en el segundo puesto del listado noruego VG-lista, detrás de «Toxic» de Britney Spears. «My Immortal» se ubicó en las diez primeras posiciones de las listas de Alemania, Bélgica, Dinamarca, Finlandia, Países Bajos, Suecia y Suiza. Por otro lado, alcanzó el número 11 de los listados de Austria y Francia y el vigésimo puesto en Irlanda.

## Vídeo musical

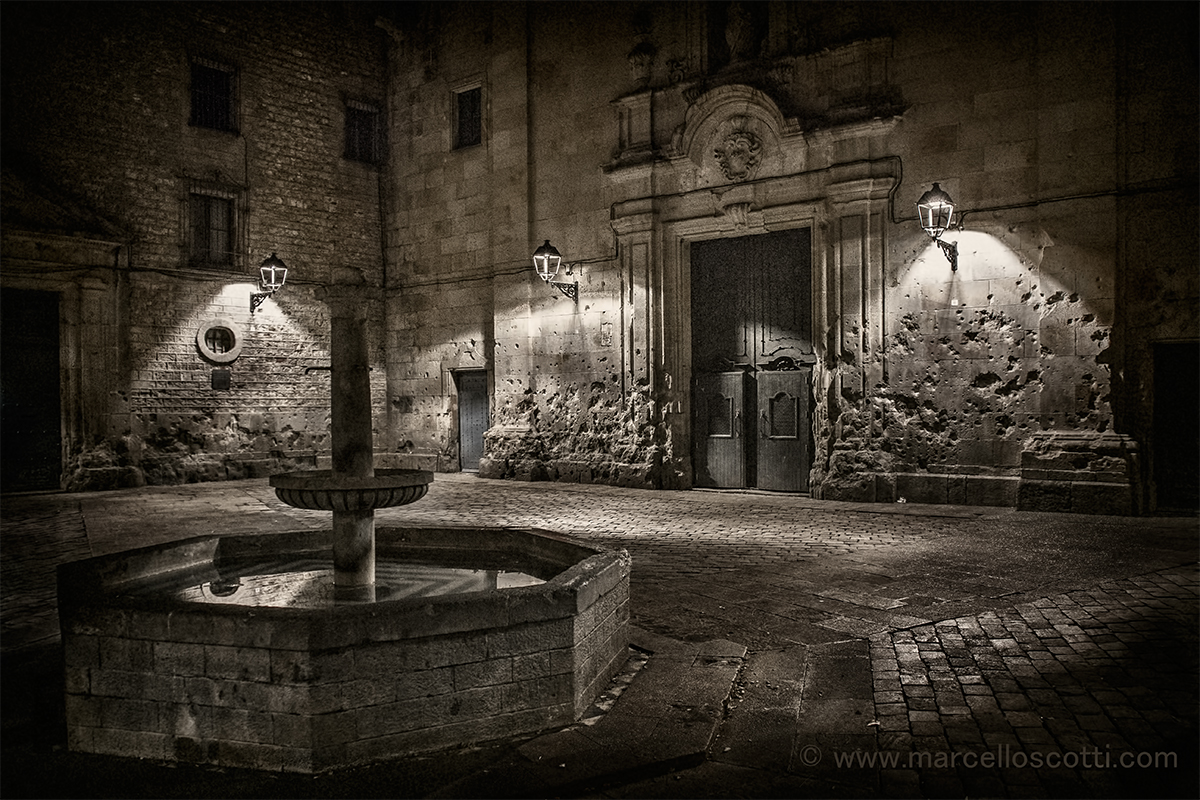
El vídeo musical de «My Immortal» fue filmado en la Plaza de San Felipe Neri, ubicada en el Barrio Gótico de Barcelona.

El vídeo musical de «My Immortal», dirigido por David Mould, fue filmado en blanco y negro el 10 de octubre de 2003 en diferentes puntos del Barrio Gótico de Barcelona, en especial la Plaza de San Felipe Neri, también podemos observar escenas grabadas en un popular edificio modernista de 1919 llamado Centre Artesà, ubicado en El Prat de Llobregat, este edificio tiene dos zonas, la de teatro en actual funcionamiento, y la de café con función de bar-restaurante; en el videoclip podemos observar el patio que rodea a la construcción con Lee encima de un árbol y un automóvil, y la zona del café con el resto de la banda tocando en el interior. Acerca de la filmación, Lee dijo en una entrevista con MTV News que: «Lo grabamos en una antigua y genial zona de la ciudad. Filmamos algunas partes en este punto escénico, donde había un tejado en el que podías ver Barcelona. Fue realmente estupendo». Para el videoclip, Evanescence utilizó la «versión de la banda» de la canción, que había sido originalmente grabada para Fallen. La filmación se realizó dos semanas antes de que Ben Moody abandonara la banda. Amy Lee admitió que las imágenes en el vídeo eran «sorprendentemente retrospectivas», pero añadió que las similitudes entre este y la salida de Moody fueron coincidencia: «Lo grabamos en Barcelona como una semana antes de que Ben dejara inesperadamente la banda. Creo que ninguno de nosotros sabía, incluyéndolo, que se iría. Cuando teníamos listo el vídeo y lo miramos, fue justo después de que se fuera. Es bizarro cómo este trata [sobre una despedida]. Nos sentamos allí con la piel de gallina y dijimos, 'mierda, tenemos que verlo de nuevo'». En una entrevista con la revista británica Rock Sound, Lee explicó el concepto del vídeo musical y su relación con la salida de Moody:

¿Sabes algo? Cuando miras el vídeo, es realmente sorprendente. Obviamente lo grabamos antes de que [la salida de Ben Moody] sucediera y es increíblemente irónico, lo mucho que tiene sentido. Todos estamos separados deambulando por las calles luciendo como si es el día después de un funeral, con Ben en un traje y descalzo, y yo sin tocar el suelo. [Aparezco] sentada en una cabina telefónica o recostada en un carro, para insinuar que estoy muerta, que estoy cantando del más allá. Todo tiene que ver con la separación. Es casi como si el director sabía lo que iba a suceder, pero no podía haberlo sabido. Es simplemente una de esas cosas del destino.

En el inicio del videoclip, Lee aparece con un vestido largo, con las manos y pies vendados, mientras camina alrededor de una fuente, rodeada por un grupo de niños. En las siguientes escenas, está sentada en un árbol, sobre un andamio y recostada en un tejado. También es mostrada acostada sobre una cabina telefónica y encima de un carro rodeado de hojas. Sin embargo, nunca llega a tocar el suelo, ya que su personaje es un fantasma. En otras escenas, Moody recorre la ciudad vistiendo un saco. Luego, aparece descalzo en una casa tocando el piano. Durante el puente de la canción, el resto de la banda está tocando en una habitación contigua. Luis Cicerone del sitio web Xixerone lo ubicó en la posición seis de su lista de los diez mejores vídeos musicales grabados en España, y comentó que: «Desde el punto de vista de lo fotográfico y estético, el vídeo está muy logrado y el entorno en el que fue grabado encaja a la perfección con la melancolía y sensación de desolación que la canción quiere transmitir». Por otro lado, recibió una nominación a mejor vídeo de rock en los MTV Video Music Awards 2004, pero perdió ante «Are You Gonna Be My Girl» de Jet. El videoclip de «My Immortal» es el más visto de la banda en YouTube y Vevo, y para febrero de 2017, había sobrepasado las 355 millones de reproducciones en ambas plataformas.

## Presentaciones

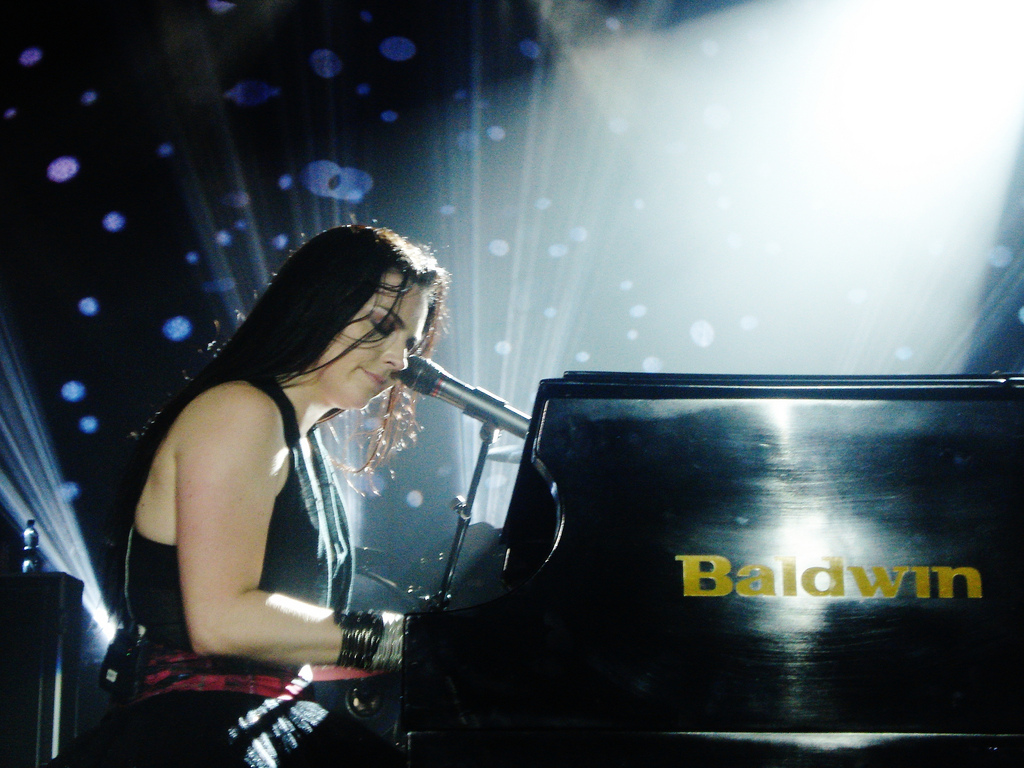
Amy Lee, vocalista de la banda, en una presentación en 2011.

Evanescence presentó «My Immortal» en el encore de los conciertos de su primera gira, Fallen Tour (2003). Una versión en vivo grabada en Le Zénith, París, fue incluida en el primer álbum en vivo de la banda, Anywhere but Home, de 2004. Johnny Loftus de AllMusic le dio una crítica positiva, en la que comentó que Lee toma una actitud «más suave» y añadió que «se convierte en un momento de canto para 5000 almas». El 10 de marzo de 2004, la agrupación interpretó la canción en Late Show with David Letterman. Evanescence interpretó «My Immortal» en los Billboard Music Awards el 8 de diciembre de 2004. Para la presentación, en la que Lee tocó el piano, fueron acompañados por una sección de cuerdas. Sin embargo, durante el puente, el resto de la banda la tocó en una nota diferente que la sección de cuerdas. Adam Gold de Nashville Scene criticó la presentación, ya que la consideró un «desastre» y añadió que el incidente «arruinó» la canción al hacerla «sonar como Armageddon».
Entre 2006 y 2007, la banda presentó la canción en el encore de su segunda gira, The Open Door Tour. El 4 de noviembre de 2009, tras dos años de no presentarse en vivo, Evanescence dio un concierto en el Manhattan Center Grand Ballroom de Nueva York, en el que interpretó «My Immortal» como la canción de cierre. Asimismo, la agrupación la incluyó en el set list de su presentación del 2 de octubre de 2011 en el festival brasileño Rock in Rio. «My Immortal» fue interpretada al final de los conciertos de la tercera gira de Evanescence, Evanescence Tour, que duró entre 2011 y 2012.

## Versiones de otros artistas y uso en los medios

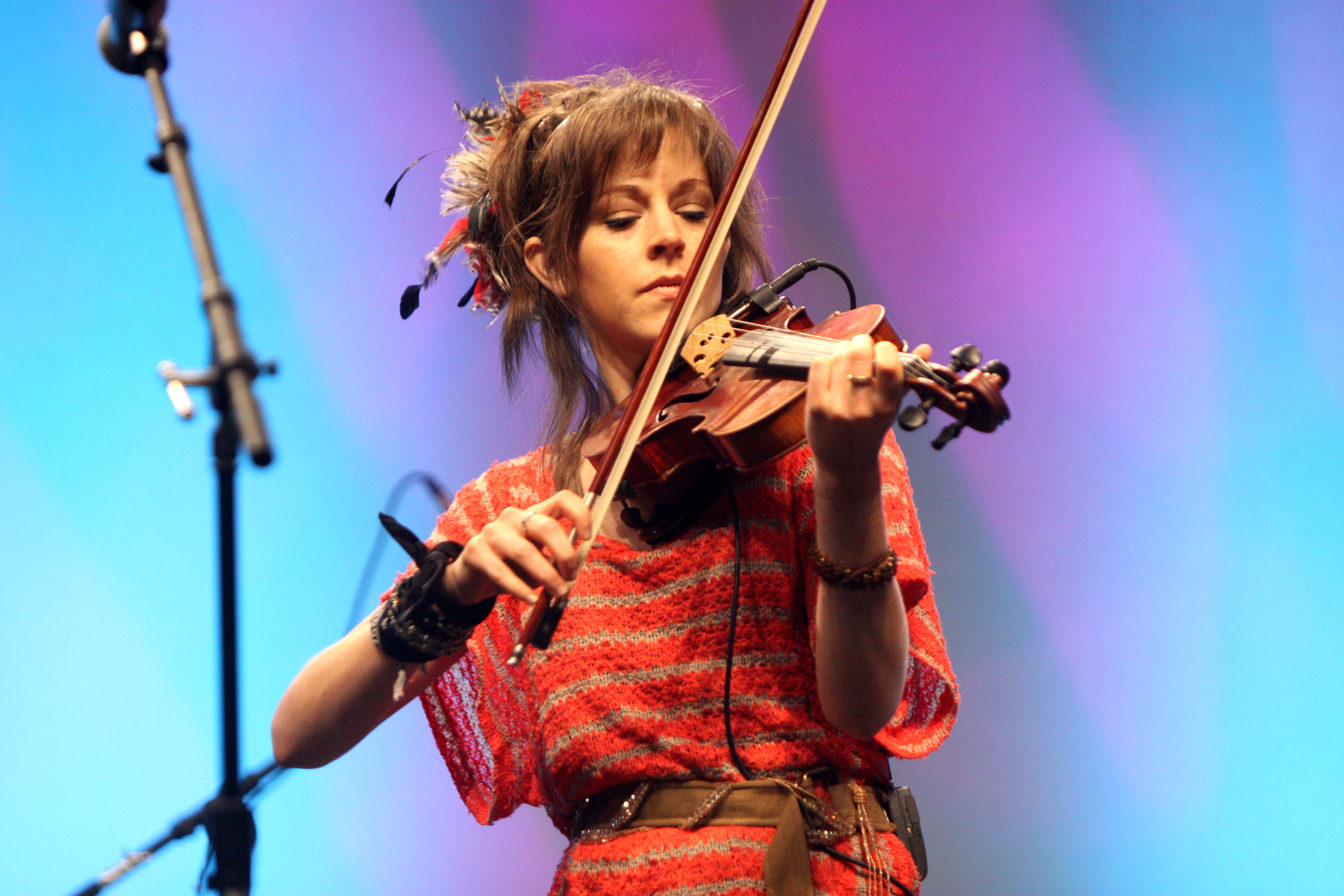
La violinista estadounidense Lindsey Stirling realizó una versión instrumental de «My Immortal» para su primer álbum de estudio.

«Bring Me To Life» y «My Immortal» aparecieron en la película de 2003 Daredevil, así como en su banda sonora. Por su parte, esta última también fue incluida en los capítulos «Memoria» de la serie Smallville en 2004, «No Such Things as Vampires» del programa Moonlight en 2007 y «2339» de Hollyoaks en 2008. Por otro lado, apareció en los anuncios del último capítulo de la serie estadounidense Friends, que se emitió en mayo de 2004. «My Immortal» ha sido utilizada en tres ocasiones en el concurso So You Think You Can Dance. El bailarín Hampton Williams la usó en su audición para la novena temporada, transmitida el 24 de mayo de 2012, en la que recibió una ovación de pie por parte de los jueces. Luego, fue utilizada como música de fondo en el episodio final de esa misma temporada, transmitido el 18 de septiembre. Dos años después, durante la undécima temporada, fue usada en una coreografía dirigida por Mandy Moore y realizada por las siete finalistas.
La banda alemana Gregorian incluyó su versión de la canción en su álbum de 2004 The Dark Side. Lucy Walsh, participante del programa de MTV Rock the Cradle, interpretó «My Immortal» durante el quinto episodio, «Judge's Pick» (2008). En 2012, el cantante colombiano Davis Bravo lanzó una versión en español con arreglos en salsa llamado «Mi Eterno». En 2013, la violinista estadounidense Lindsey Stirling grabó una versión instrumental de «My Immortal» para la edición de Target de su primer álbum de estudio homónimo. En julio de ese año, Stirling subió a YouTube el vídeo musical, dirigido por Klepticenter. Finalmente, la artista la lanzó como sencillo el 1 de octubre de 2013 en la iTunes Store. Andrea Begley, ganadora de la segunda temporada del concurso The Voice UK, la incluyó en su álbum de estudio debut The Message, de 2013. Robert Copsey de Digital Spy dijo que la versión «oscila entre lo insoportable y lo ofensivamente inofensivo». Sin embargo, alcanzó la posición 30 en el UK Singles Chart. Asimismo, la cantante Jackie Evancho grabó «My Immortal» para la edición japonesa de su quinto álbum de estudio Awakening, de 2014.

## Créditos
| General - Ben Moody – composición, producción - Amy Lee – composición, voz - David Hodges – composición - Dave Fortman – producción Versión de Origin Grabada y mezclada en los Sound Asleep Studios Masterizada en los Ardent Studios, Memphis - Ben Moody – ingeniería de sonido Versión de la banda - David Campbell – arreglos adicionales de sección de cuerdas - Jay Baumgardner – mezcla de audio | Versión de Fallen Masterizada en los Sterling Sound, Nueva York Sección de cuerdas grabada en The Newman Stage Sección de cuerdas mezclada en los Newman Scoring Stage y Bolero Studios - Ben Moody – mezcla de audio - Mark Curry – mezcla de audio, grabación (sección de cuerdas) - Graeme Revell – arreglos de sección de cuerdas - David Hodges – teclado - John Rodd – grabador de sección de cuerdas - Bill Talbott – ingeniería (sección de cuerdas) |

Fuente: Folletos de Origin, Fallen y maxisencillo de «My Immortal».

## Formatos
- Sencillo en CD[48][116]

| «My Immortal» |                                     |          |  |
| N.º           | Título                              | Duración |  |
| 1.            | «My Immortal» (versión de la banda) | 4:33     |  |
| 2.            | «My Immortal» (versión del álbum)   | 4:24     |  |

| «My Immortal» |                                                                  |          |  |
| N.º           | Título                                                           | Duración |  |
| 1.            | «My Immortal» (versión de la banda / sin instrumentos de cuerda) | 4:33     |  |
| 2.            | «My Immortal» (versión de la banda)                              | 4:33     |  |
| 3.            | «My Immortal» (versión del álbum)                                | 4:24     |  |
| 4.            | «My Immortal» (en vivo desde Cologne)                            | 4:15     |  |

- Maxi sencillo[2]

| «My Immortal» |                                          |          |  |
| N.º           | Título                                   | Duración |  |
| 1.            | «My Immortal» (versión de la banda)      | 4:33     |  |
| 2.            | «My Immortal» (versión del álbum)        | 4:24     |  |
| 3.            | «Haunted» (en vivo desde Sesiones @ AOL) | 3:08     |  |
| 4.            | «My Immortal» (en vivo desde Cologne)    | 4:15     |  |

- Maxi sencillo promocional[49]

| «My Immortal» |                                                                  |          |  |
| N.º           | Título                                                           | Duración |  |
| 1.            | «My Immortal» (versión de la banda / sin instrumentos de cuerda) | 4:33     |  |
| 2.            | «My Immortal» (versión de la banda / guitarras abajo)            | 4:33     |  |
| 3.            | «My Immortal» (versión del álbum)                                | 4:24     |  |

## Listas

### Semanales
| País           | Lista                         | Mejor posición |           |           |           |           |           |
| 2003-2004      | 2003-2004                     | 2003-2004      | 2003-2004 | 2003-2004 | 2003-2004 | 2003-2004 | 2003-2004 |
| -------------- | ----------------------------- | -------------- | --------- | --------- | --------- | --------- | --------- |
| Alemania       | Top 100 Singles               | 5              |           |           |           |           |           |
| Australia      | ARIA Singles Chart            | 4              |           |           |           |           |           |
| Austria        | Ö3 Austria Top 40             | 11             |           |           |           |           |           |
| Bélgica (FL)   | Ultratop 50                   | 5              |           |           |           |           |           |
| Bélgica (VL)   | Ultratop 40                   | 9              |           |           |           |           |           |
| Canadá         | Canadian Singles Chart        | 1              |           |           |           |           |           |
| Dinamarca      | Tracklisten                   | 7              |           |           |           |           |           |
| España         | Top 20 Singles                | 4              |           |           |           |           |           |
| Estados Unidos | Billboard Hot 100             | 7              |           |           |           |           |           |
| Estados Unidos | Radio Songs                   | 7              |           |           |           |           |           |
| Estados Unidos | Pop Songs                     | 2              |           |           |           |           |           |
| Estados Unidos | Adult Pop Songs               | 1              |           |           |           |           |           |
| Estados Unidos | Adult Contemporary            | 19             |           |           |           |           |           |
| Finlandia      | Singles Top 20                | 9              |           |           |           |           |           |
| Francia        | Top Singles Téléchargés       | 11             |           |           |           |           |           |
| Grecia         | Top 50 Singles                | 1              |           |           |           |           |           |
| Irlanda        | Irish Singles Chart           | 20             |           |           |           |           |           |
| Italia         | FIMI Singles Chart            | 3              |           |           |           |           |           |
| Noruega        | VG-lista                      | 2              |           |           |           |           |           |
| Nueva Zelanda  | Top 50 Singles Chart          | 2              |           |           |           |           |           |
| Países Bajos   | Dutch Top 40                  | 5              |           |           |           |           |           |
| Países Bajos   | Mega Single Top 100           | 7              |           |           |           |           |           |
| Reino Unido    | UK Singles Chart              | 7              |           |           |           |           |           |
| Reino Unido    | UK Rock & Metal Singles Chart | 1              |           |           |           |           |           |
| Suecia         | Sverigetopplistan             | 9              |           |           |           |           |           |
| Suiza          | Singles Top 75                | 7              |           |           |           |           |           |
| 2006           |                               |                |           |           |           |           |           |
| Estados Unidos | Hot Digital Songs             | 43             |           |           |           |           |           |

### Anuales
| País           | Lista                | Mejor posición |      |      |      |      |      |
| 2003           | 2003                 | 2003           | 2003 | 2003 | 2003 | 2003 | 2003 |
| -------------- | -------------------- | -------------- | ---- | ---- | ---- | ---- | ---- |
| Reino Unido    | UK Singles Chart     | 185            |      |      |      |      |      |
| 2004           |                      |                |      |      |      |      |      |
| Alemania       | Top 100 Singles      | 42             |      |      |      |      |      |
| Australia      | ARIA Singles Charts  | 7              |      |      |      |      |      |
| Austria        | Ö3 Austria Top 40    | 44             |      |      |      |      |      |
| Bélgica (FL)   | Ultratop             | 23             |      |      |      |      |      |
| Bélgica (VL)   | Ultratop             | 42             |      |      |      |      |      |
| Estados Unidos | Billboard Hot 100    | 19             |      |      |      |      |      |
| Estados Unidos | Adult Pop Songs      | 6              |      |      |      |      |      |
| Nueva Zelanda  | Top 40 Singles Chart | 36             |      |      |      |      |      |
| Países Bajos   | Dutch Top 40         | 26             |      |      |      |      |      |
| Países Bajos   | Mega Single Top 100  | 38             |      |      |      |      |      |
| Suecia         | Sverigetopplistan    | 65             |      |      |      |      |      |
| Suiza          | Singles Top 75       | 30             |      |      |      |      |      |

### Decenales
| Estados Unidos | Adult Pop Songs | 48 |

### Certificaciones
| País           | Organismo Certificador | Ventas Certificadas | Certificación | Ref.   |
| -------------- | ---------------------- | ------------------- | ------------- | ------ |
| Australia      | ARIA                   | 70 000              | Platino       | [ 21 ] |
| Estados Unidos | RIAA                   | 1 000               | Platino       | [ 22 ] |
| Italia         | FIMI                   | 50 000              | Platino       | [ 23 ] |
| Reino Unido    | BPI                    | 600 000             | Platino       | [ 24 ] |

### Sucesión en listas
| Predecesor: «Someday» de Nickelback | Adult Pop Songs — Sencillo número 1 27 de marzo de 2004 — 16 de abril de 2004 | Sucesor: «This Love» de Maroon 5 |